# 大アナスタシア
- アナスタシア
- アナスタシヤ

アナスタシア、またはアナスタシヤは、4世紀のキリスト教信者、および殉教者、致命者。カトリック教会や正教会などの伝統的教会における聖人。他のアナスタシアと区別し、聖大アナスタシアなど、またはシルミウムのアナスタシアと呼ばれる。正教会における称号は聖大致命女解繋者アナスタシヤである。
カトリック教会などの西方教会においては、12月25日が記念日とされ、クリスマスの早朝ミサで記憶される。正教会においては、12月22日（ユリウス暦を使用する正教会では1月4日に相当）を記憶日とする。

## 生涯
伝承によれば、アナスタシアはシルミウム（現在のセルビア共和国スレムスカ・ミトロヴィツァ）の富裕なローマ貴族の家に生まれた。父は異教徒、母はキリスト教徒だった。キリスト教徒の教師について学芸を修め、深くキリスト教に傾倒した。アナスタシアは貧者や病者への慈善に熱心で、多くの施しをなした。父の意向で、やむなく裕福な異教徒と結婚したが、夫はキリスト教に理解を示さず、アナスタシアが貧者に施しを行う事を嫌った。アナスタシアは夫に慈善活動を行うことを禁じられて苦悩した。しかし夫は早死にし、アナスタシアは莫大な遺産を相続した。その後、アナスタシアは、自分の財産をもって貧者に奉仕することを自らの務めと思い定めた。アナスタシアは、牢獄にいたキリスト教徒にとくに援助を行い、そこから「解繋者」の称がある。
ディオクレティアヌス帝の治世下でキリスト教への迫害がなされたとき、アナスタシアは投獄された他の信者を見舞うなどして励ましたが、牢獄を訪問した際に、キリスト教徒であることが露見し、自身もついに信仰のため死罪とされ、殉教した。死罪とされたのは、その当時独身だったアナスタシアの財産をローマの役人が没収することを図ったためとも伝える。ある伝承によれば、アナスタシアは、はじめ餓死刑を宣告され30日間の絶食を二度課せられたが死なず、次に湖での溺死刑を宣告され、小船で他の死刑囚とともに湖の中央へ連れ出された。しかし奇跡により船を沈めるために穴が開けられても船は沈まなかった。そのため、陸にふたたび引き上げられ、あらためて焼死刑に処されたとされる。

## 聖人として
アナスタシアへの崇敬が始まったのは早く、すでに5世紀の祈祷文に崇敬の記録が見出される。465年に不朽体（聖遺物）がコンスタンティノポリスへもたらされ、彼女の名を付けた聖堂が建てられた。ほどなくローマにも彼女の名による聖堂が建てられている。ローマでの祭日は12月25日で、現在のカトリックにおけるクリスマスの早朝のミサは本来は彼女の記念のためのミサであった。ミサの第一奉献文（ローマ典文）の中では、古来から崇敬されている殉教者の列にも加えられている。
正教会のイコンでは、アナスタシアは、通常、致命者を示す赤の衣に婦人の装束である白の頭覆いをかぶり、手に薬瓶を載せた姿で描かれる。致命を示す棕櫚の枝が添えられることもある。
西方教会の聖画像では、やはり殉教を示す冠が描かれることがある。また船のなかにいる姿が好んで描かれる。
アナスタシアは、クロアチアの都市ザダルの守護聖人であり、同地の聖アナスタシア聖堂はダルマチア最大の教会建築である。